# Góra Bouffałowa

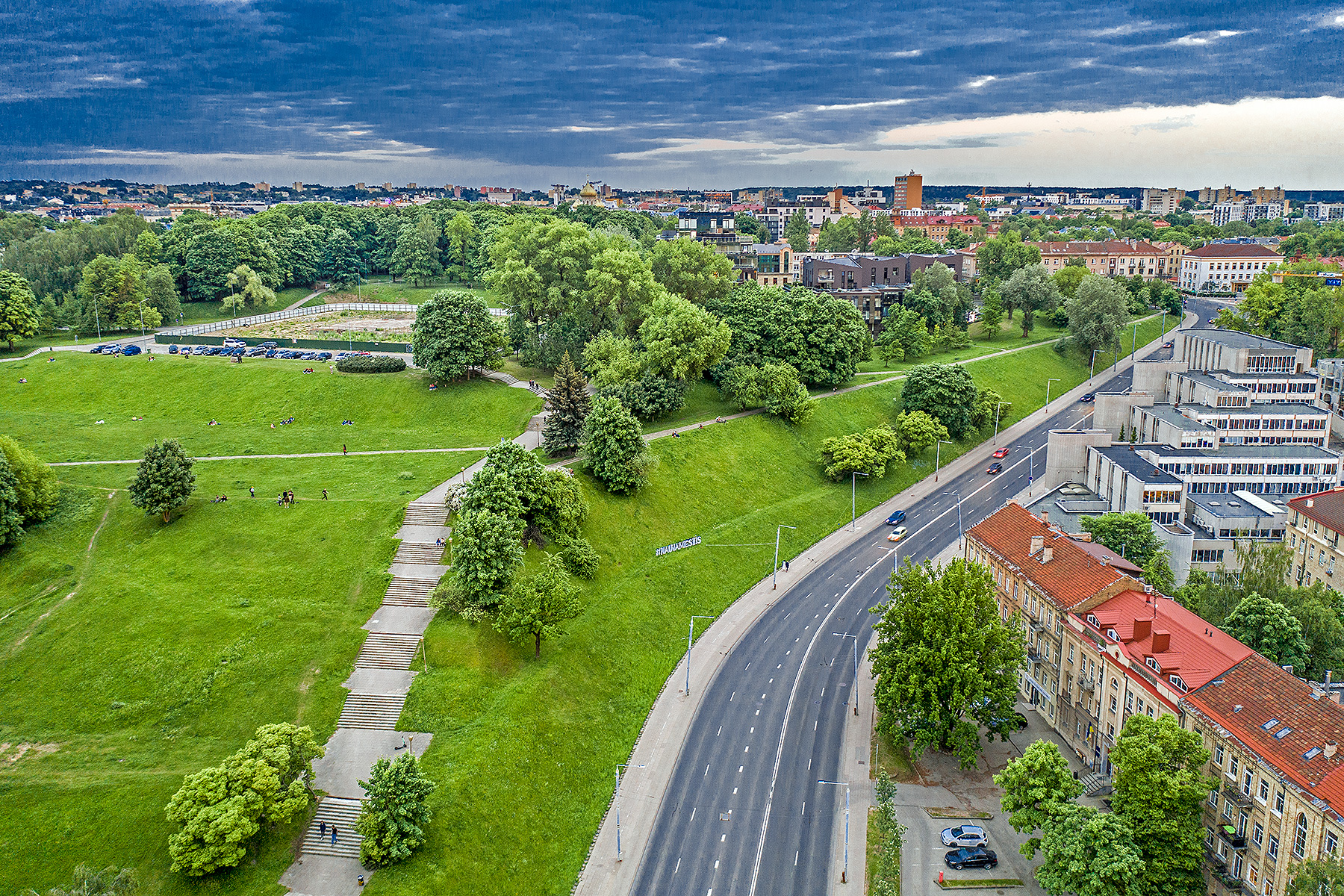

Góra Bouffałowa,  (lit. Taurakalnis, Pamėnkalnis) – wzgórze w Wilnie.  
Górę Bouffałową często odwiedzają mieszkańcy miasta, głównie młodzież. Spotykają się na niej abiturienci szkół, by po balu kończącym edukację powitać na niej świt. Zimą jest trasą zjazdową dla snowboardzistów i saneczkarzy. Górę jako miejsce zabaw dziecięcych opisywał także pisarz Karol Olgierd Borchardt, w książce „Znaczy Kapitan”.

## Historia
Litewski archeolog Vykintas Vaitkevičius ustalił, że w średniowieczu wzgórze to nazywano Czartowską lub Diabelską Górą. W 1441 książę Kazimierz Jagiellończyk swoim przywilejem nadał wzgórze Wilnu, spełniało ono rolę punktu orientacyjnego - "ipa usque ad fluvium Wilia ab vna et a Czarthowahora vsq ad Lukyschky partibus". Od XVII wieku ludność litewska nazywa je "Pamėnkalnis" czyli Góra Duchów (Widm), na mapie z 1602 droga łącząca Wilię z Bramą Łukiską jest nazwana Pamėnkalnio. W drugiej połowie XVIII wieku wzgórze lub jego część kupił starosta stokliski Józef Teodor Doroszkiewicz Bouffał herbu Kościesza, od jego nazwiska powstała polska nazwa tego miejsca. W 1800 na jednym ze stoków został założony cmentarz ewangelicki. W II połowie XIX wieku litewski historyk literatury Mykolas Biržiška po raz pierwszy użył określenia związanego z turem "Tauro kalnas", w 1860 przemysłowiec Wilhelm Szopen wybudował u podnóża Góry Bouffałowej browar (obecny Tauras). W 1907 powstała inicjatywa wybudowania na wzgórzu centrum kultury litewskiej, do grona zwolenników tego pomysłu należeli m.in. Mikalojus Konstantinas Čiurlionis i Jonas Basanavičius, przygotowania do realizacji przerwał wybuch I wojny światowej. W dwudziestoleciu międzywojennym na górze znajdował się stadion piłkarski, oddany do użytku 7 września 1924 roku. Rozgrywały na nim mecze drużyny klubów WKS 1 ppLeg Wilno i Elektrit Wilno. W 1956 zniszczono cmentarz ewangelicki, na jego terenie powstał park. W 1974 na szczycie wzgórza wybudowano Pałac Ślubów, który został zaprojektowany przez Gedyminasa Baravykasa i jest uważany za jedną z najciekawszych budowli z czasów socjalistycznej Litwy.